# Готель Jumeirah Beach
Готель Jumeirah Beach — розкішний готель у Дубаї, Об'єднані Арабські Емірати. Готель, відкритий у 1997 році, управляється дубайською готельною компанією Джумейра. Готель має 598 номерів і люксів, 19 пляжних вілл, а також 20 ресторанів і барів. Цей хвилеподібний готель доповнює вітрилоподібний Бурдж-ель-Араб, що прилягає до готелю Jumeirah Beach.

## Деталі готелю
Готель розташований на березі моря. Відвідувачі готелю мають у своєму розпорядженні загалом 33 800 м² пляжу. Поруч із готелем розташований аквапарк Wild Wadi. Усі гості готелю мають необмежений доступ до аквапарку.
Пляжна зона, де розташовані Бурдж-ель-Араб і Jumeirah Beach Hotel, раніше називалася Чикаго-Біч. Готель розташований на острові рекультивованої землі біля пляжу колишнього готелю Chicago Beach Hotel. Назва місцевості походить від Chicago Bridge & Iron Company, яка мала на цьому місці плавучі танкери для зберігання нафти задовго до того, як Дубай почав свою поточну модернізацію.
Стара назва зберігалася після того, як старий готель був знесений у 1997 році, оскільки Dubai Chicago Beach Hotel був загальнодоступною назвою проєкту для етапу будівництва готелю Бурдж-ель-Араб, поки шейх Мохаммед бін Рашид Аль Мактум не оголосив нову назву.
Після завершення будівництва в 1997 році Jumeirah Beach готель мав висоту 93 метри, що робило його 9-ю найвищою будівлею в Дубаї. Сьогодні воно займає нижче місце серед 100 найвищих будівель. Попри низькі рейтинги, готель залишається пам'яткою Дубая.